# Susan LaFlesche Picotte

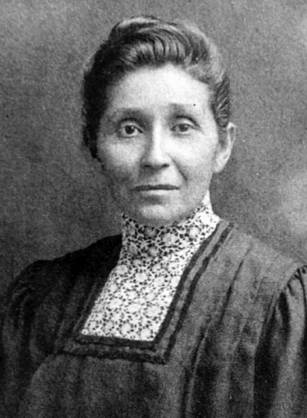
Dr. Susan La Flesche Picotte

Dr. Susan LaFlesche Picotte (17 juni 1865 - Walthill, 18 september 1915) was de eerste inheems-Amerikaanse arts in de Verenigde Staten.

## Biografie
Susan LaFlesches vader, Joseph LaFlesche (Iron Eye), was een van de laatste stamhoofden van de Omahastam. Zijn vader was dan weer een Franse pelsjager en zijn moeder behoorde tot de Ponca. Joseph werd op jonge leeftijd geadopteerd door Big Elk, stamhoofd van de Omaha, waartoe ook Susans moeder Mary Gale behoorde (al was Mary's vader een Amerikaanse legerarts). Hervormer Susette LaFlesche Tibbles was Susan LaFlesches oudere zuster, antropoloog Francis La Flesche haar halfbroer.
Net als Susette ging Susan naar het Elizabeth Institute for Young Ladies in Elizabeth, New Jersey, een unicum voor een Indiaanse. Zij keerde terug naar het Indianenreservaat in Nebraska en gaf les op de missieschool aldaar. Susan vertrok echter opnieuw, dit keer om te studeren aan het Hampton Normal and Agricultural Institute, een school voor niet-blanken. Hierna studeerde zij, met financiële steun van de overheid, medicijnen aan het Women's Medical College in Philadelphia, Pennsylvania.
Dr. Susan LaFlesche vestigde zich op het Omahareservaat, trouwde Henry Picotte (van Frans-Sioux komaf) met wie zij twee zoons kreeg, en werkte tot aan haar dood als arts en missionaris voor de Omaha. Zij was erg begaan met het welzijn van haar volk en ijverde voor een alcoholverbod op het reservaat, voor betere hygiënische omstandigheden en eerlijkere behandeling door de overheid. Kroon op haar werk was het bouwen van een ziekenhuis op het reservaat.